# Mariel V. Pamintuan
Mariel Viray Pamintuan (24 de febrero de 1984, Antipolo) conocida también simplemente como Mariel Pamintuan. Es una actriz, cantante y modelo filipina, su carrera artística comenzó a partir de 2007, debutó por primera vez como actriz en una serie de televisión titulada "Kamandag" y en una película titulada "You Got Me!".

## Filmografía

### Televisión
| Año  | Título                                     | Personaje               | Canal       |
| ---- | ------------------------------------------ | ----------------------- | ----------- |
| 2007 | Kamandag                                   | Young Lily              | GMA Network |
| 2008 | Volta                                      | Pepper / 110            | ABS-CBN     |
| 2009 | Komiks Presents: Flash Bomba               | Young Marissa           | ABS-CBN     |
| 2010 | Wansapanataym: Valentina                   | Young Valentina         | ABS-CBN     |
| 2010 | Habang May Buhay                           | Young Jane              | ABS-CBN     |
| 2011 | Bianong Bulag                              | Young Isabel Robles     | ABS-CBN     |
| 2011 | Alakdana                                   | Young Adana San Miguel  | GMA Network |
| 2011 | Alyna                                      | Teen Alyna Natividad    | ABS-CBN     |
| 2011 | Kim: Awit Kay Inay                         | Young Michelle          | ABS-CBN     |
| 2011 | Wansapanataym: Cacai Kikay                 | Bea                     | ABS-CBN     |
| 2011 | Angelito: Batang Ama                       | Rachel Dimaano          | ABS-CBN     |
| 2012 | Kung Ako'y Iiwan Mo                        | Teen Sarah Trinidad     | ABS-CBN     |
| 2012 | Angelito: Ang Bagong Yugto                 | Rachel Dimaano          | ABS-CBN     |
| 2013 | Magkano Ba ang Pag-ibig?                   | Mila Aguirre            | GMA Network |
| 2014 | Paraiso Ko'y Ikaw                          | Celine / Fake Josephine | GMA Network |
| 2014 | My BFF                                     | Kimberly                | GMA Network |
| 2014 | Imbestigador: Pampanga Double Murder Case  | Vanessa                 | GMA Network |
| 2015 | Maynila: Second Princess                   | Jane                    | GMA Network |
| 2015 | Once Upon a Kiss                           | Athena Peláez Almario   | GMA Network |
| 2015 | Love Hotline: Ina Ng Mga Abandonada        | Angeline Singson        | GMA Network |
| 2015 | Imbestigador: Cavite Double Rape Case      | Mimay                   | GMA Network |
| 2015 | Maalaala Mo Kaya: Mothers Quest            | Hannah                  | ABS-CBN     |
| 2015 | Imbestigador: Quezon City Rape Case        | Honey                   | GMA Network |
| 2015 | Love Hotline: Ang Maikling Buhay Ni Ofelia | Ofelia                  | GMA Network |
| 2015 | Beautiful Strangers                        | Leslie                  | GMA Network |
| 2016 | Wish Ko Lang: Maskara                      | Chella dela Cruz        | GMA Network |
| 2016 | Maynila: Mahal Nga Kasi Kita               | Cleng                   | GMA Network |
| 2016 | Maalaala Mo Kaya: Pinto                    | Sally                   | ABS-CBN     |
| 2016 | Karelasyon: Hiya                           | Che                     | GMA Network |

### Películas
| Año  | Título             | Personaje                   | Producción    |
| ---- | ------------------ | --------------------------- | ------------- |
| 2007 | You Got Me!        | Young Amo Santander / Moe   | Star Cinema   |
| 2008 | Volta              | Young Perla Magtoto / Volta | Star Cinema   |
| 2010 | Hating Kapatid     | Young Rica                  | Viva Films    |
| 2012 | My Cactus Heart    | Heart                       | Star Cinema   |
| 2015 | Buy Now, Die Later | Party Girl                  | Quantum Films |

- Datos: Q24961923
- Multimedia: Mariel Pamintuan / Q24961923